# 錢兆元
錢兆元（16世紀—17世紀），字長人，號淇水，浙江杭州府仁和縣人，明朝政治人物。

## 生平
錢兆元深明理學，行事倣效古人，是萬曆二十二年（1594年）的順天鄉試舉人，授陽春知縣，自命清操，得縣民敬愛，為遼餉催科不騷擾人民，設法擒拿大盜岑阿四；天啟年間陞蘄州知州，每次審案前總會焚香告天，餘暇時就和諸生講課，當時正值瑞王朱常浩、惠王朱常潤、桂王朱常瀛就藩，三王供給繁複，他親自處理令人民不受干擾，再陞辰州同知，州民都哭著送別，建詠德祠祭祀。

## 引用
1. 1 2  乾隆《杭州府志·卷八十八·人物四》：錢兆元，字長人，仁和人，萬厯甲午順天舉人，知蘄州事，深明理學，行事多法古人，聽斷無枉，每日焚香告天方坐廳事，暇則進諸生講習文藝，無遠近爭師事之，時三王之國供用浩煩、民多驚懼，兆元以身任之，卒得無擾。 《湖廣通志》
2. ↑  康熙《仁和縣志·卷十·選舉》：舉人……明……萬曆二十二年甲午科……錢兆元 仕至蘄陽道，中順天榜，有傳
3. ↑  道光《陽春縣志·卷九·宦績》：錢兆元，號淇水，浙江仁和舉人，萬厯四十四年任，每出堂拜天，自矢清操雅度，民愛敬之，鍊於事，時逋曾遼餉，以撫字行催科，而民不擾；劇賊岑阿四監司屢檄拿不獲，兆元設法密擒之，邑以安堵，報最百姓預乞留不得命，及去攀轅絡繹，建祠以誌去思云。
4. ↑  同治《蘄州志·卷八·職官志》：錢兆元，字長人，仁和舉人，天啟間知州事，深明理學，行事法古，每聽斷必焚香告天，暇則進諸生講課，時三王之國，供用浩繁，民多驚懼，元以身任之民無擾，後陞辰州同知，泣送者萬計，立詠德祠於江干以祀之。 詳《通志》